# Pognana Lario
Pognana Lario ist eine Gemeinde mit 660 Einwohnern (Stand 31. Dezember 2023) in der italienischen Provinz Como in der Region Lombardei.

## Geographie
Die Gemeinde liegt am östlichen Ufer des Lago di Como etwa 14 km von Como entfernt und umfasst die Fraktionen Pognana, Rovasco und Quarzano. 
Die Nachbargemeinden sind Faggeto Lario, Laglio und Nesso. 

## Sehenswürdigkeiten
- Pfarrkirche della Santissima Trinità (1732)[2]
- Romanische Kirche San Miro (13. Jahrhundert)[3]
- Kirche San Rocco (13. Jahrhundert)[4]

## Bilder

Pognana Lario
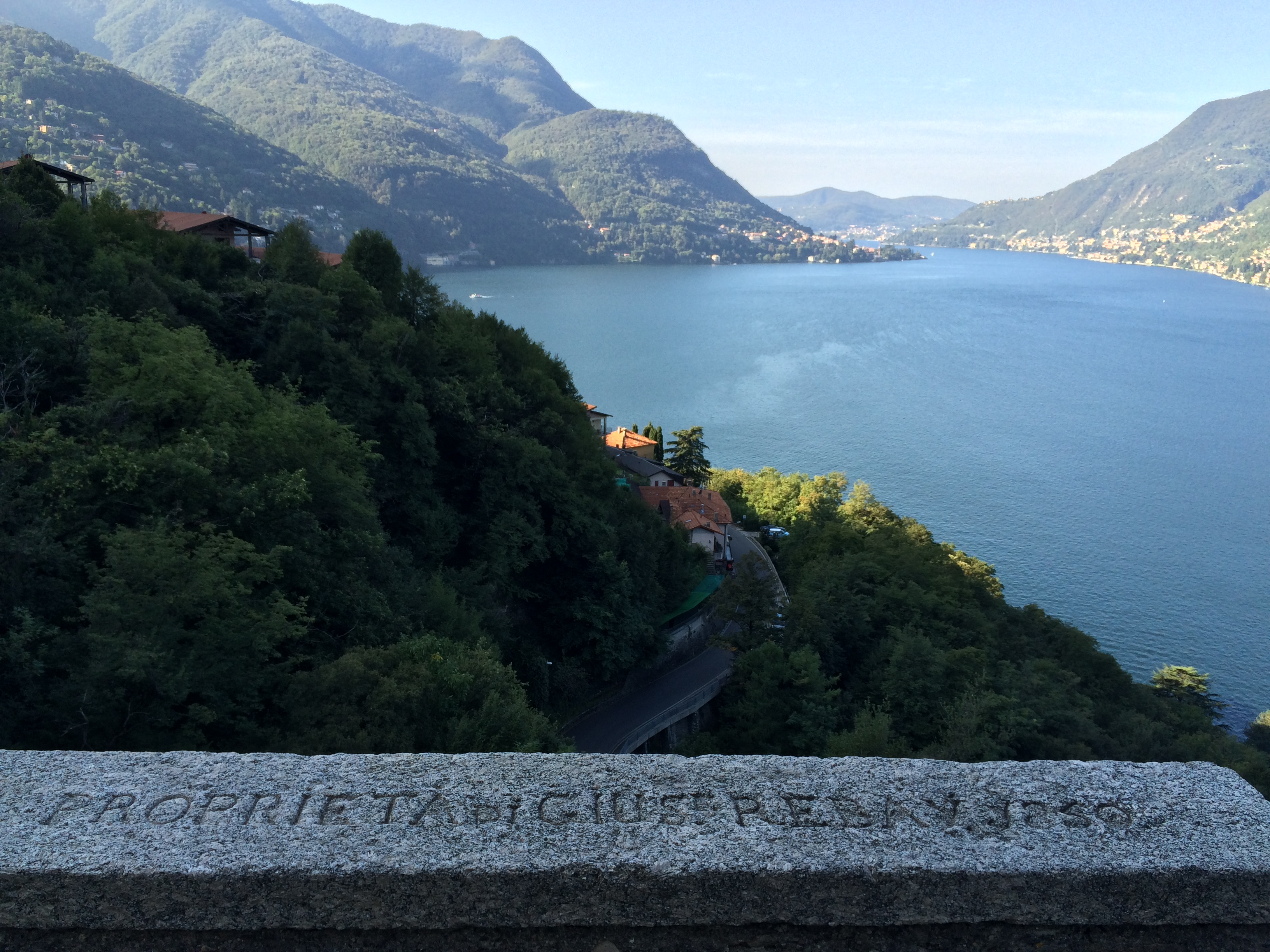
Pognana
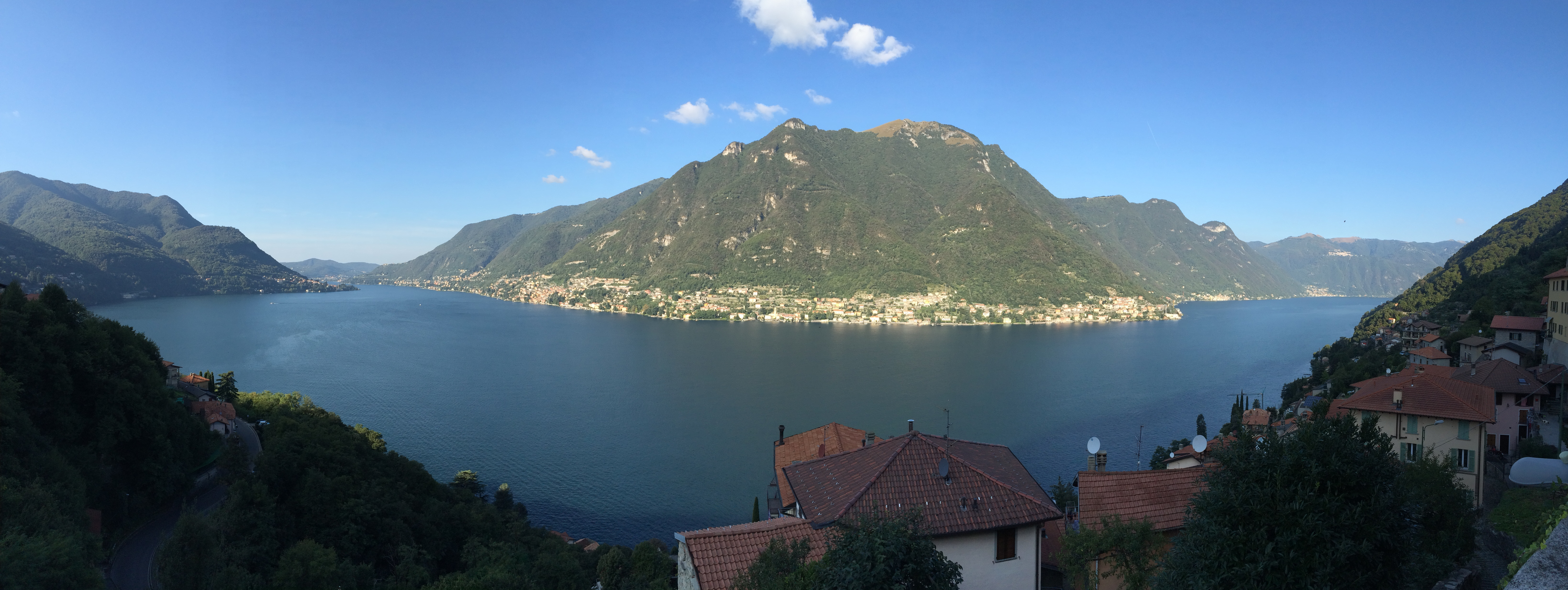
Aussicht
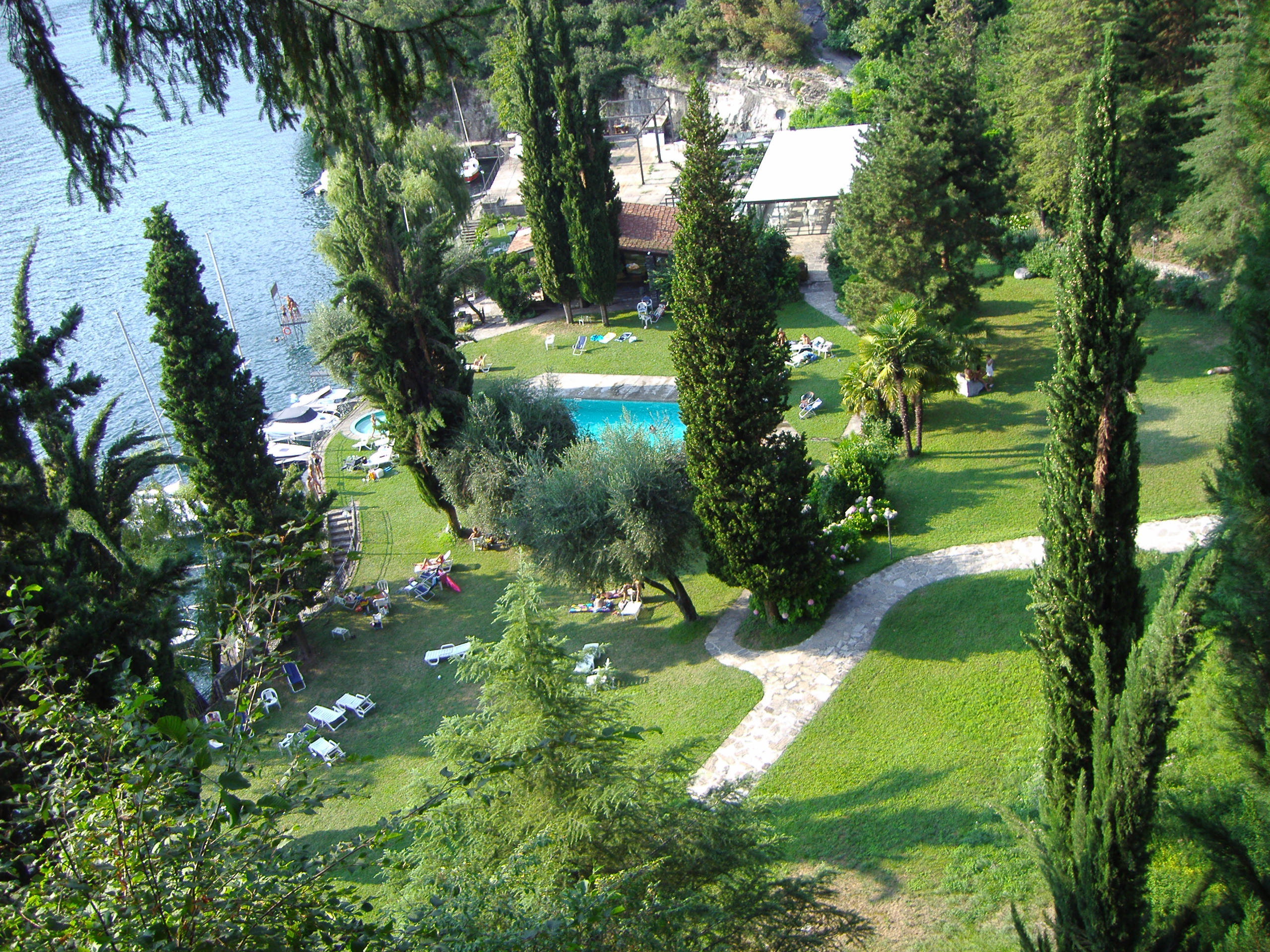
Strandbad
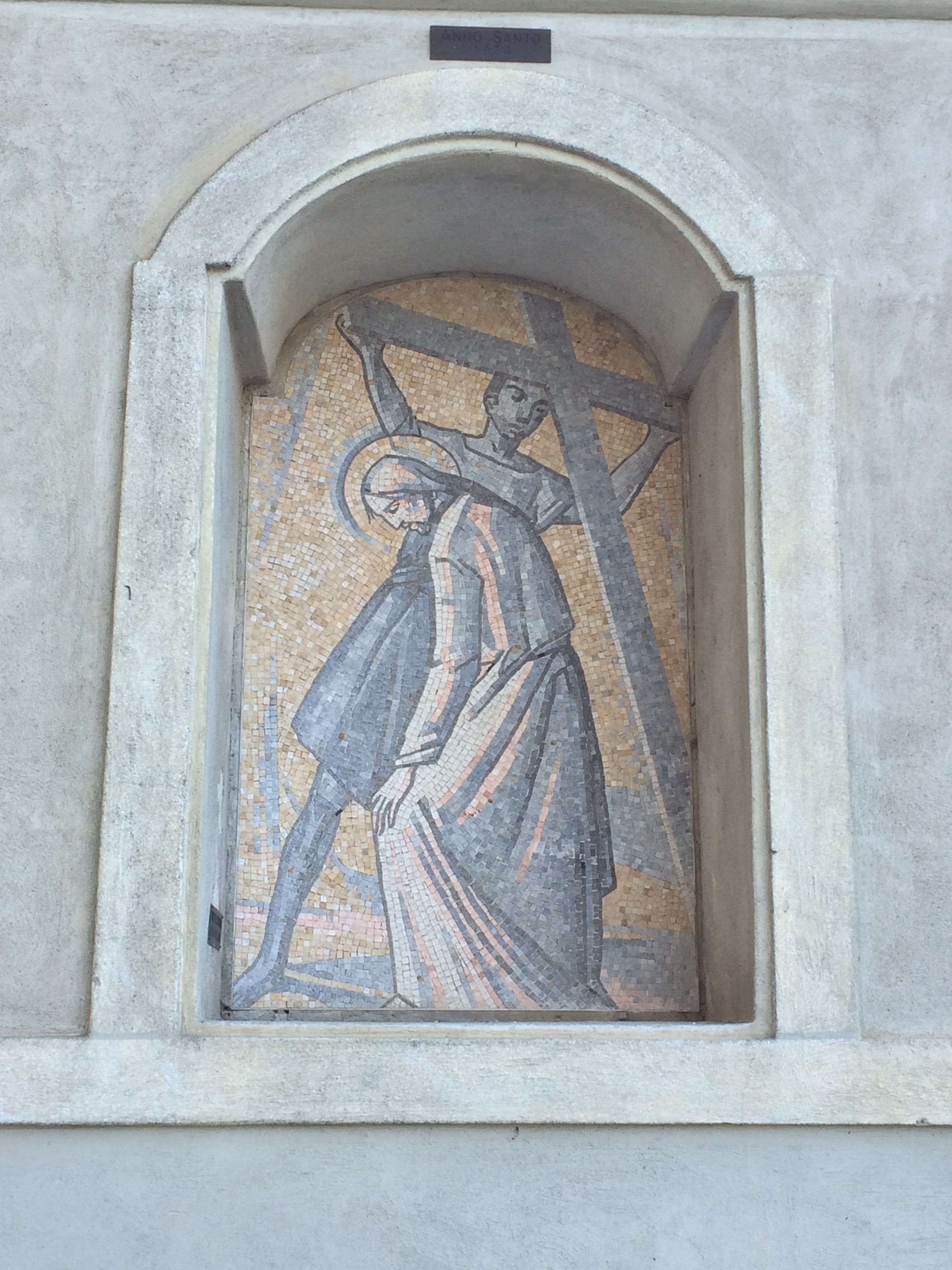
Mosaik
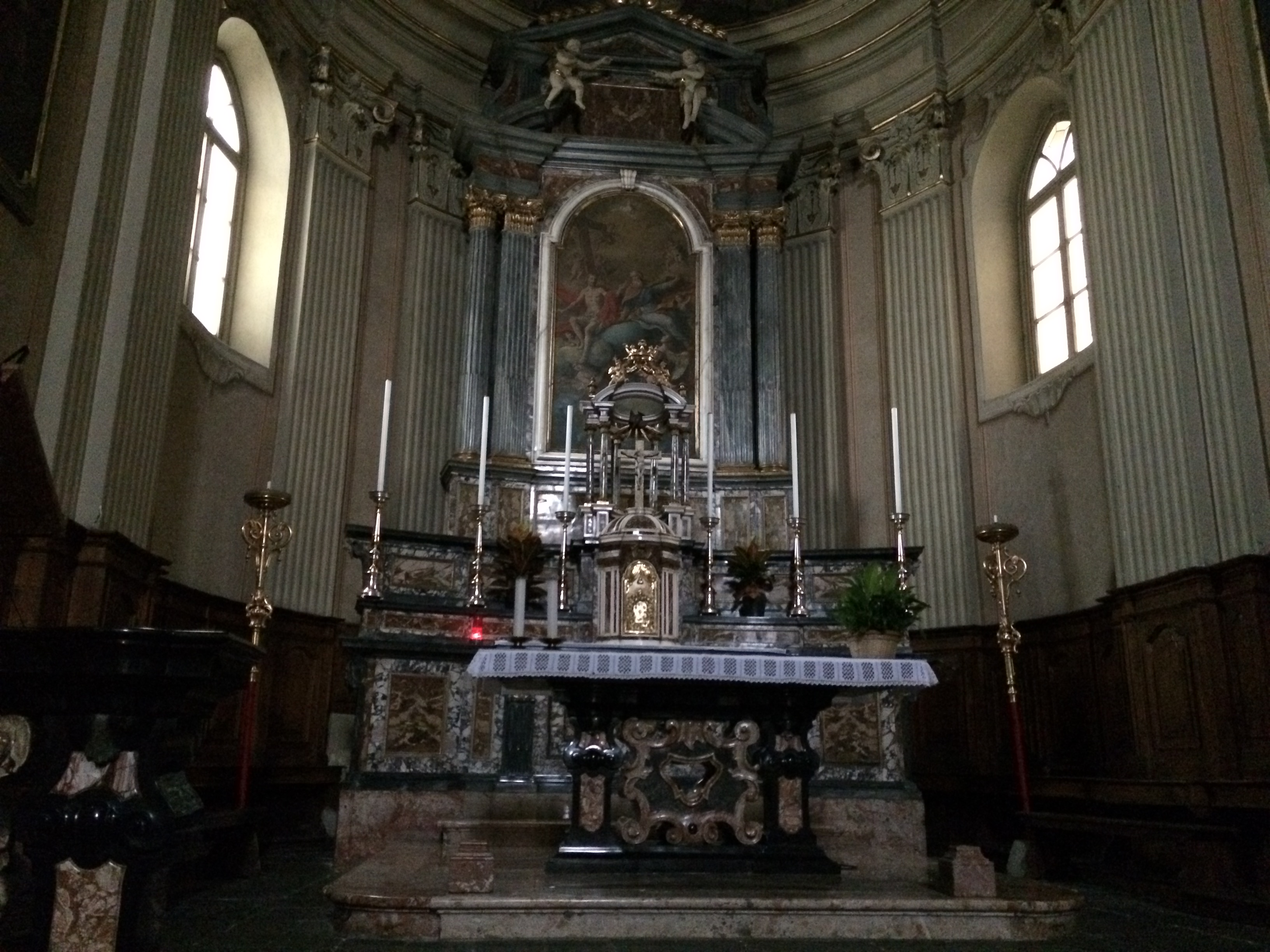
Kirche
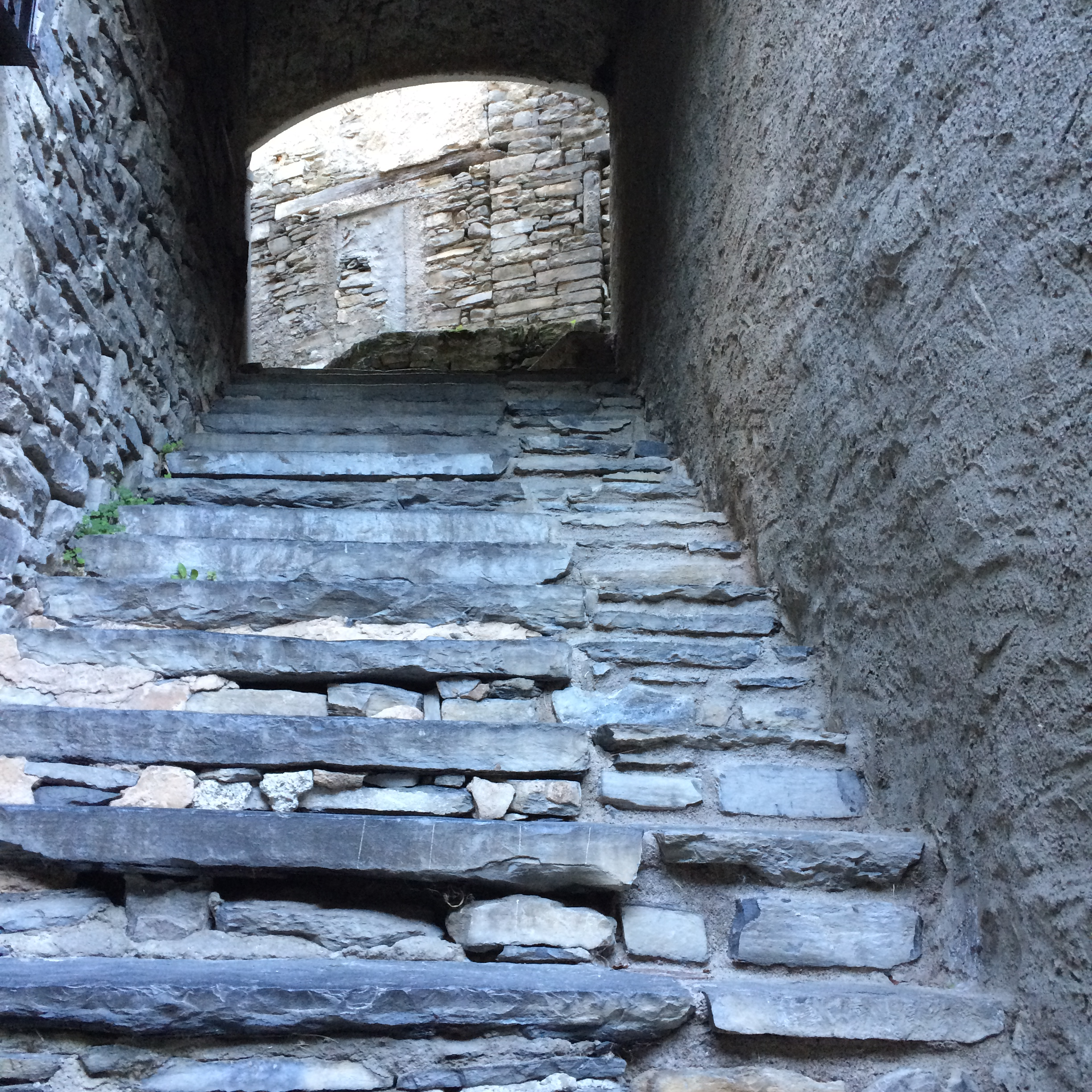
Gasse